# Hamilton S. Hawkins

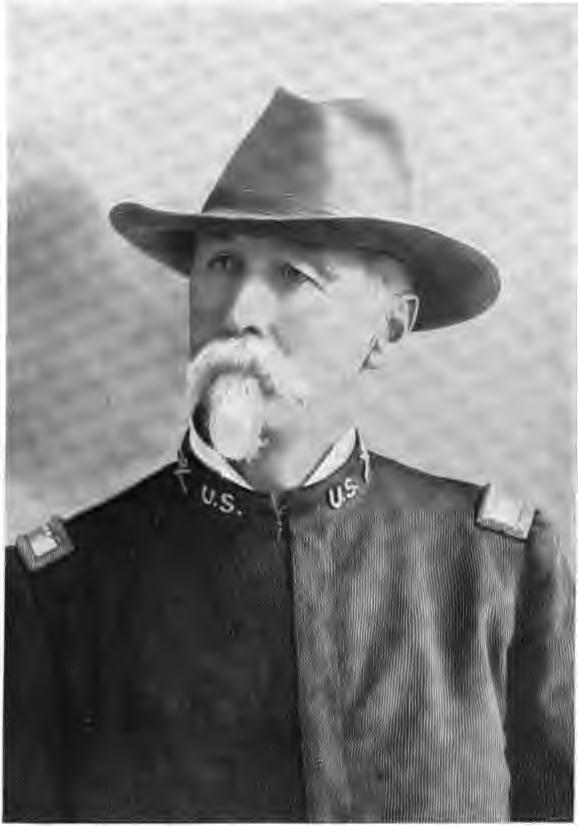
Brigadegeneral Hawkins

Hamilton Smith Hawkins Jr. (* 25. September 1872 in Fort Buford im damaligen Dakota-Territorium, heute North Dakota; † 19. Oktober 1950 in Washington, D.C.) war ein Brigadegeneral der United States Army. Er war unter anderem Kommandeur der 1. US-Kavalleriedivision.
Hamilton Hawkins war ein Sohn von Brigadegeneral Hamilton S. Hawkins Sr. (1834–1910) und dessen Frau Annie Gray (1842–1933). In den Jahren 1890 bis 1894 durchlief er die United States Military Academy in West Point. Nach seiner Graduation wurde er als Leutnant der Kavallerie zugeteilt. In der Armee durchlief er anschließend alle Offiziersränge vom Leutnant bis zum Brigadegeneral.
In seinen jüngeren Jahren absolvierte er den für Offiziere in den niederen Rangstufen üblichen Dienst in verschiedenen Einheiten und Standorten in den Vereinigten Staaten. Zwischen Juni 1916 und August 1917 diente er beim 4. Kavallerieregiment, das damals auf Hawaii stationiert war. In diese Zeit fiel der amerikanische Eintritt in den Ersten Weltkrieg. Hawkins war bis Januar 1918 Stabsoffizier bei der 89. Infanteriedivision (Officer in Charge of Schools). Diese Division nahm zu diesem Zeitpunkt noch nicht aktiv am Kriegsgeschehen teil. Anschließend war Hawkins bis April 1918 Dozent an der Brigade & Field Officers’ School.
Im weiteren Verlauf des Jahres 1918 nahm er aktiv am Krieg teil. Er leitete von Ende August bis Mitte September die Stabsabteilung (Operationen) G3 der 2. Infanteriedivision. Danach war er bis April 1919 Stabschef bei der 35. Infanteriedivision. Während der Endphase des Krieges nahm er an mehreren Schlachten teil. Dazu gehörten die Schlacht von St. Mihiel und die Maas-Argonnen-Offensive.
Im Jahr 1919 kommandierte Hamilton Hawkins von Mai bis Juli das 1. Kavallerieregiment. Danach war er zwischen August 1919 und April 1923 als Assistant Commandant Stabsmitglied der Cavalry School. Anschließend erhielt er das Kommando über das 3. Kavallerieregiment, das er zwischen April 1923 und August 1926 innehatte. Gleichzeitig war er für etwas mehr als drei Monate (November 1923 bis Februar 1924) Kommandeur des Militärbezirks um die Bundeshauptstadt Washington, D.C. (Commanding Officer District of Washington).
In den Jahren 1926 bis 1928 war Hawkins Stabschef der amerikanischen Truppen auf den Philippinen. Danach begann seine Zeit als Kommandeur größerer Militärverbände. Zwischen September 1928 und September 1929 kommandierte er die 14. Infanteriebrigade und danach bis April 1934 die 1. Kavalleriebrigade. Von April 1934 bis September 1936 hatte er als Nachfolger von Walter C. Short das Kommando über die 1. Kavalleriedivision. Für kurze Zeit kommandierte er auch die 8th Corps Area. Am 30. September 1936 ging Hamilton Hawkins in den Ruhestand.
Im Mai und Juni 1940 gehörte er einer präsidialen Kommission im Zusammenhang mit dem Labor Railway Act an (Member of the President’s Emergency Board in accordance with Labor Railway Act). Angesichts der politischen und militärischen Spannungen und des drohenden Kriegseintritts der Vereinigten Staaten in den Zweiten Weltkrieg wurde Hawkins am 26. September 1941 in den aktiven Militärdienst zurückberufen. Er kam aber nach dem amerikanischen Kriegseintritt am 7. Dezember 1941 zu keinem aktiven Kriegseinsatz. Stattdessen diente er bis September 1943 im Stab des Kriegsministeriums in einer Kommission, die sich mit dem Personalwesen der Truppen befasste (Member of the Secretary of War’s Personnel Board). Gleichzeitig gehörte er der Kommission für Pensionierungen im Armeebereich (Member of the Army Retiring Board) an. Im November 1943 ging Hawkins endgültig in den Ruhestand.
Im Jahr 1945 wurde er nochmals Mitglied der präsidialen Kommission im Zusammenhang mit dem Labor Railway Act. Er starb am 19. Oktober 1950 in Washington, D.C. und wurde auf dem Friedhof der Militärakademie in West Point beigesetzt.
Hamilton Hawkins erhielt im Lauf seiner militärischen Laufbahn unter anderem mehrfach den Silver Star Orden verliehen.